# Mortąskie Łąki
Mortąskie Łąki (niem. Mortung See) – dawniej jezioro na Pojezierzu Dzierzgońsko-Morąskim, od połowy XX w. podmokłe łąki. Położone w województwie pomorskim, w powiecie sztumskim, w gminie Stary Dzierzgoń na zachód od wsi Mortąg.